# Jan Poddębniak
Jan Poddębniak (ur. 24 maja 1907 w Gawronach, zm. 17 kwietnia 1994 w Czemiernikach) – proboszcz parafii Czemierniki w latach 1955–1994, który za swoją postawę i ratowanie Żydów w czasie II wojny światowej został w 1986 odznaczony medalem Sprawiedliwy wśród Narodów Świata.

## Życiorys
Jego rodzice Marianna i Stanisław byli rolnikami. Gdy Jan miał 3 lata zmarła jego matka, pozostawiając na świecie czwórkę dzieci. Wychowaniem Jana zajęła się starsza siostra. Szkołę podstawową ukończył w Opocznie, natomiast gimnazjum w Tomaszowie Mazowieckim. W wieku około 20 lat dostał się do Gimnazjum Biskupiego w Lublinie. Ukończył je, a następnie przyjął święcenie kapłańskie.
Podczas II wojny światowej pracował w Kurii Biskupiej w Lublinie. W tym czasie ratował życie dwóm Żydówkom: Sarze Bass Frankel oraz Lei Bass, chrzcząc je oraz wyrabiając im polskie dokumenty. Kobiety z wdzięczności do księdza ufundowały mu pomnik, na którym widnieje napis: „Zachowajmy jego na zawsze w serdecznej pamięci jako człowieka, który uratował nam życie. Niechaj Bóg da jemu najlepszą nagrodę w niebie. Sara Bass Frankel, Lea Bass, Manfred Frankel.” Po pracy w kurii biskupiej pełnił funkcję księdza wikarego w parafii w Niedrzwicy. Z tamtych lat zachowało się wspomnienie Marii Niezgody, która opisuje zachowanie Jana, gdy wieś płonęła: „ówczesny ksiądz wikary Jan Poddębniak przybiegł z obrazem św. Agaty i modlił się żarliwie obchodząc pożar. Po pewnym czasie wiatr zmienił kierunek wiejąc w stronę pól, co uratowało wiele domostw.” Z parafii Niedrzwickiej został przeniesiony do Czemiernik, gdzie pełnił funkcję proboszcza przez 40 lat. W wieku około 70 lat zachorował na chorobę Buergera wskutek czego musiał odejść na emeryturę. Choroba pozbawiła Jana prawej nogi. Jan Poddębniak zmarł w Czemiernikach na niewydolność krążenia.